# فهرست هواگردهای نظامی ایالات متحده آمریکا

## با تعیین
- فهرست نامگذاری هواپیماهای نیروی هوایی ایالات متحده (1919-1962)
- فهرست نامگذاری هواپیماهای نیروی دریایی ایالات متحده (قبل از 1962)
- فهرست نامگذاری هواپیماهای ارتش ایالات متحده (1956-1962)
- فهرست نام‌گذاری هواپیماهای سه‌سرویس ایالات متحده
- فهرست نامگذاری هواپیماهای وزارت دفاع ایالات متحده
- فهرست هواپیماهای نظامی نامنظم ایالات متحده

## لیست های دیگر
- لیست هواپیماهای بمب افکن ایالات متحده
- لیست هلیکوپترهای نظامی ایالات متحده
- لیست هواپیماهای جنگنده ایالات متحده
- لیست هواپیماهای تهاجمی ایالات متحده
- فهرست هواپیماهای فعال نیروی هوایی ایالات متحده
- لیست هواپیماهای نظامی فعال ایالات متحده
- فهرست هواپیماهای فعال نیروی دریایی ایالات متحده
- فهرست هواپیماهای ایالات متحده در طول جنگ جهانی دوم
- لیست هواپیماهای نظامی آینده ایالات متحده
- پهپاد در ارتش آمریکا
- فهرست تجهیزات نظامی ایالات متحده به نام بومیان آمریکایی

## لینک های خارجی
- OrBat ایالات متحده آمریکا – MilAvia Press.com: انتشارات هواپیمایی نظامی
- نامگذاری هواپیماها و سلاح های نظامی ایالات متحده
- تعیین-سیستم ها. خالص
- صفحه اصلی جو باگر
- AeroFiles.com - صفحه اصلی هواپیما
- موزه ملی USAF
- نیروی دریایی براون کفش: هوانوردی دریایی ایالات متحده
- هواپیماهای غیر معمول

الگو:United States Armed Forces